# Chennai fyr
Chennai fyr, tidigare Madras fyr, är en fyr i Chennais hamn i delstaten Tamil Nadu i Indien.
När fyrplatsen anlades år 1796 bestod fyren av en enkel lykta i Fort St George. Den nuvarande fyren, som är den fjärde på samma plats, byggdes år 1977. Den är 45,7 meter hög och byggd av betong med en lanternin på toppen. Fyren är hopbyggd med hamnkontoret och de två sidorna som är vända mot havet är målade i breda röda och vita  horisontella band. Fyrapparaten visar två vita blixtar var tionde sekund. Ljusvidden är 28 sjömil. 
År 1991 stängde fyren för besök men öppnade åter i november 2013. Dess 
fundament skadades av en 
tsunami den 26 december 2004.
Fyren kan besökas alla dagar utom måndagar mot en liten avgift. Man kommer upp till den nedersta balkongen på nionde våningen med hjälp av en hiss.